# Fredrik Wilhelm Tornberg

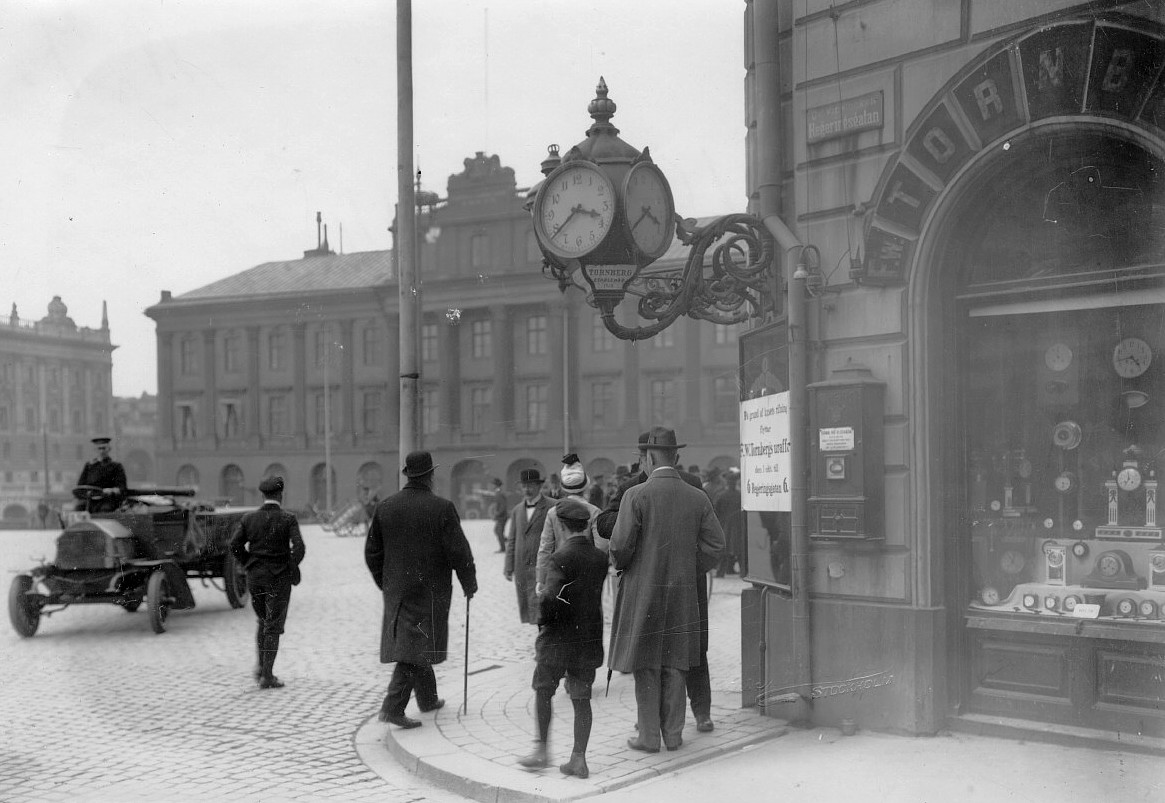
F.W. Tornbergs urhandel, Gustav Adolfs torg.

Fredrik Wilhelm Tornberg, född 12 juli 1838, död 10 maj 1893, var en svensk urmakare och urfabrikör, grundare och ägare till F.W. Tornberg urfabrik & urhandel. Till Tornbergs stora konkurrenter hörde Linderoths urfabrik vid Drottninggatan 28 i Stockholm.

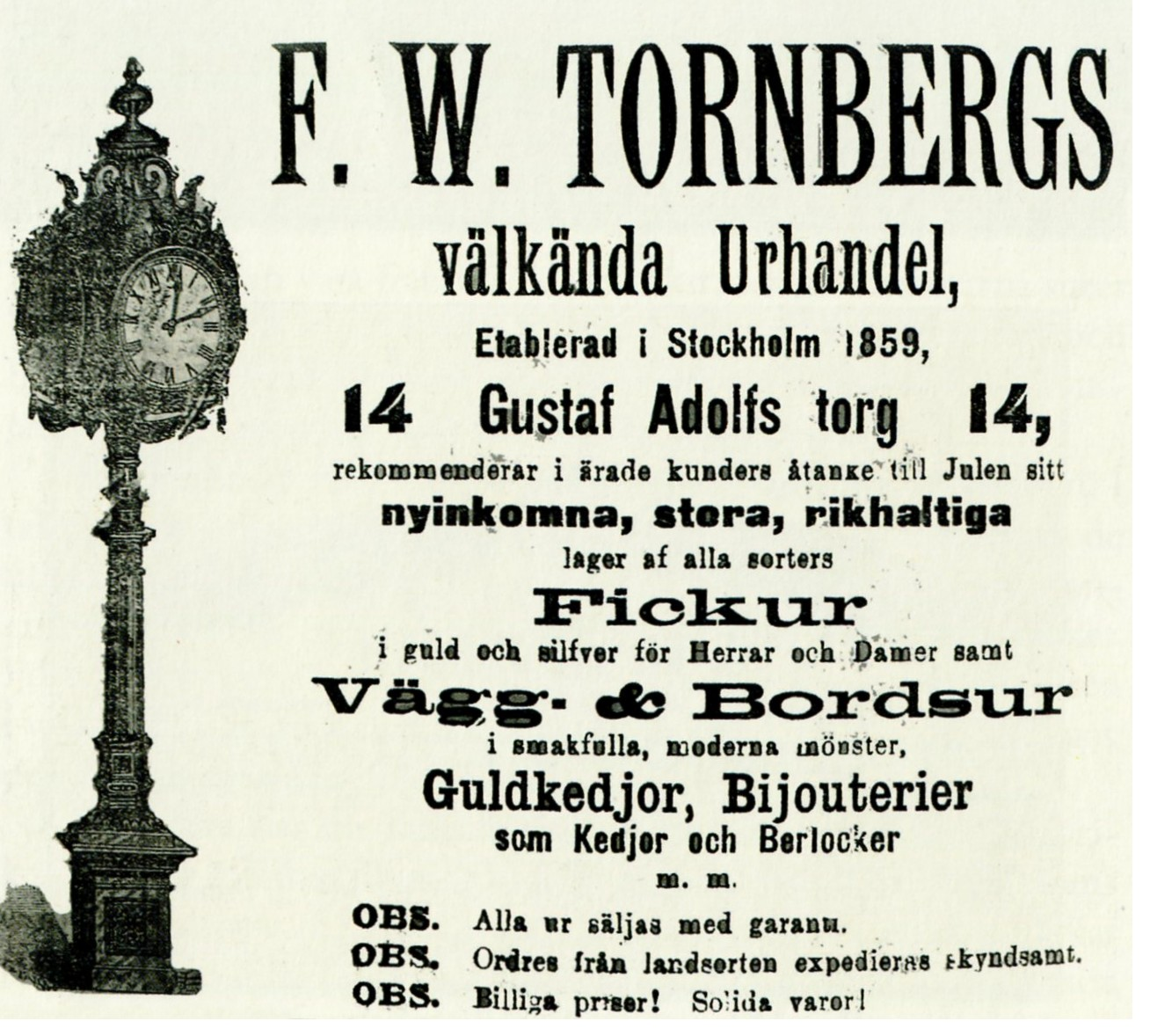
Reklam från 1897.

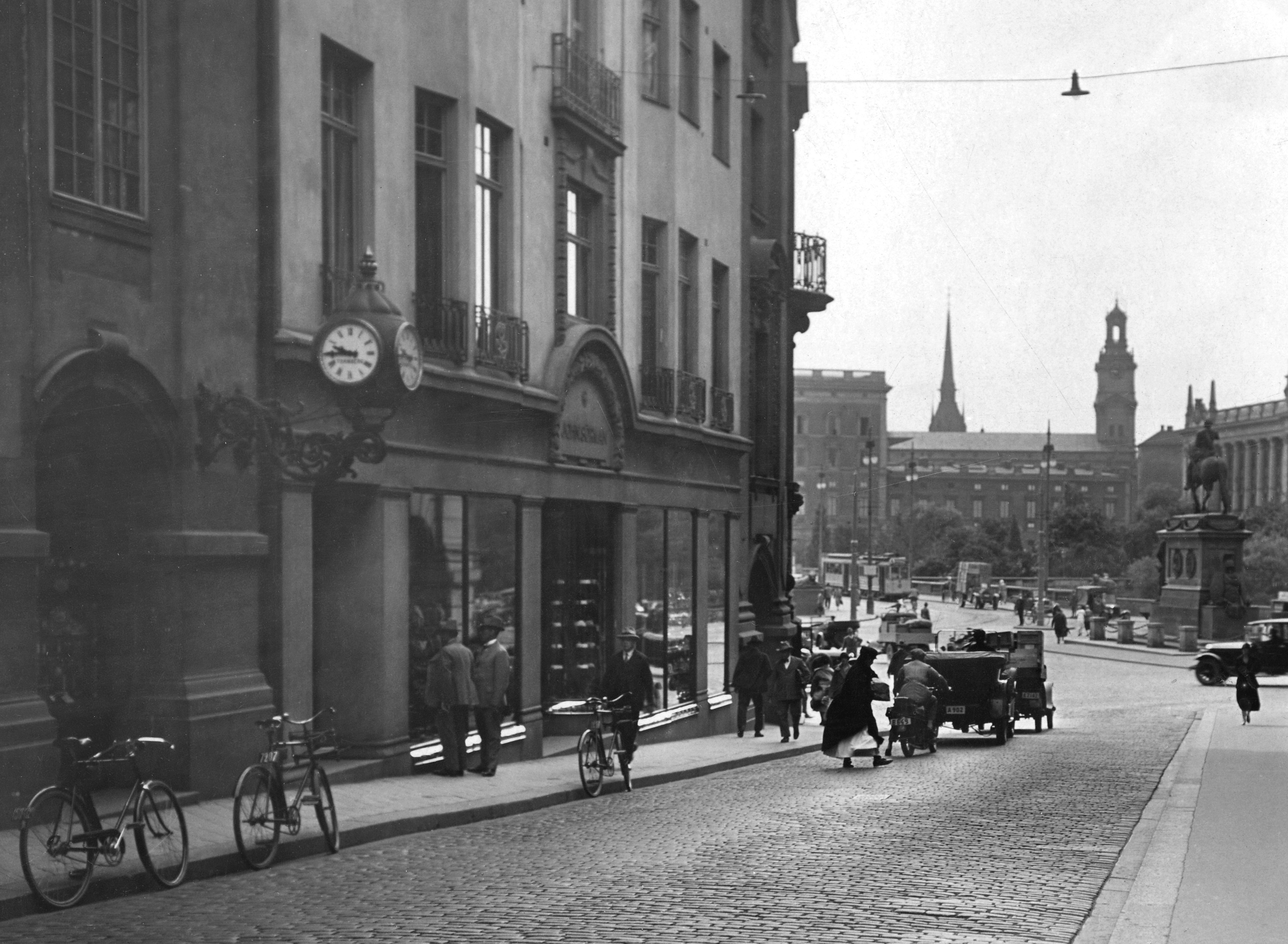
Affären vid Regeringsgatan 6.

Tornberg startade sin verkstad i Stockholm 1859 och hade under många år sin urhandel vid Gustaf Adolfs torg 14, hörnet Regeringsgatan. Omkring 1914 revs byggnaden och med den uraffären. Då flyttade Tornberg urfabrik & urhandel några kvarter längre bort till Regeringsgatan 6, med klocka och allt. 1973 stängde F.W. Tornbergs uraffär för gott. Tornberg specialiserade sig på att tillverka tornur och järnvägsur. I hans sortiment fanns även fickur, bordsur, chronografer och skeppsur. 
I ett reklamblad från 1897 hette det bland annat:
| ” | I firmans permanenta utställning i dess affärslokal vid Gustaf Adolfs torg finnes till påseende och till salu det mest rikhaltiga sortimentet af allt i Ur-väg. Speciellt må framhållas: Fickur från 25 kr. till 1,500 kr. […] Å egen fabrik tillverkas ur af alla slag och storlekar, såsom: Ur för kyrkor, offentliga byggnader, skolor, slott, fabriker, järnvägsstationer m.m. […] Allt arbete utförs å egen fabrik och garanteras af bästa kvalité. | „ |

Ett av Tornbergs många ur finns ännu kvar på norra långväggen i Östermalms saluhall. Uret kom upp när hallen byggdes 1888. Konkurrenten Linderoths urfabrik hade sitt ur i gamla Hötorgshallen som försvann när hallen revs 1953.
Hans numera mest kända arbete är Tornbergs klocka som är monterad på en pelare vid Nybroplan i Stockholm och var en av stadens omtyckta mötesplatser. Bland större ur från F.W. Tornbergs produktion kan nämnas Vrigstads kyrkas tornur och stationsuret för Åsljunga järnvägsstation. Tornuret som tidigare satt i Oscar-Fredriksborgs fästnings nedre verk, med urtavlan riktad ut över gården är tillverkat av Tornberg. Uret från fästningen var utrustat med ett slagverk där en vajer lyfte upp en metallkläpp som sedan slog till på en klocka. Uret slog varje hel och halv timme.
Hans urverk finns också i Rådhuset i Kristinestad i Finland, där det ännu fungerar. Det är hans enda tornur i Finland.

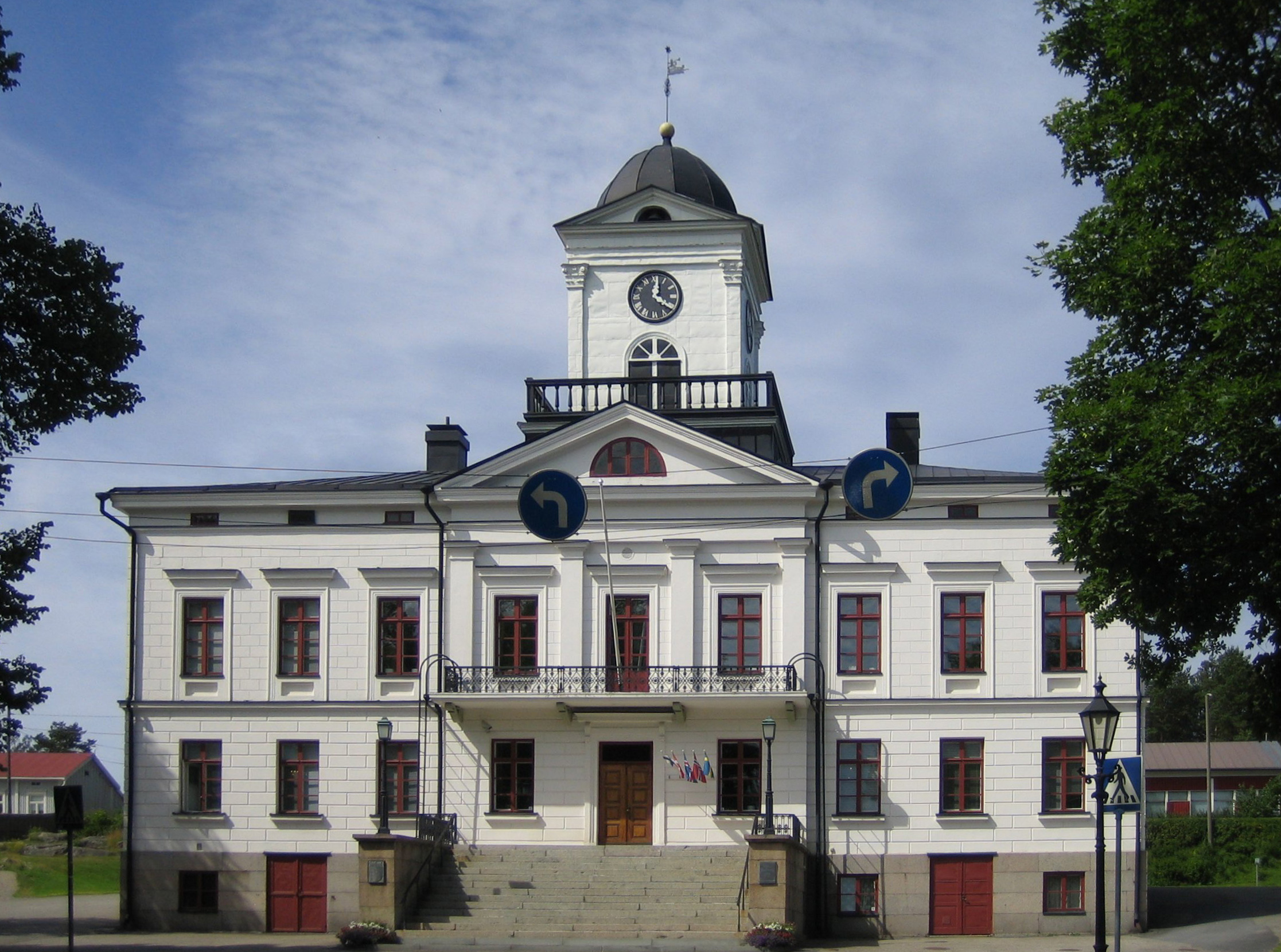
Kristinestads rådhus.